# Orchestral Manoeuvres in the Dark
Orchestral Manoeuvres in the Dark és un grup anglès de pop electrònic. Els seus inicis daten de 1978, any en què inicià les seves activitats l'embrió del grup, a la ciutat de Liverpool. Tingueren èxit durant els anys 80 i principis dels 90; el 2006 es va produir una reunió de la seva formació clàssica, acompanyada d'una gira europea de concerts, i el llançament d'un nou àlbum en directe.

## Membres
- Andrew McCluskey (sintetitzadors, baix, guitarres, programacions, veus).
- Paul Humphreys (sintetitzadors, percussió electrònica, programacions, veus).
- Martin Cooper (sintetitzadors, saxòfon).
- Malcolm Holmes (bateria, percussió electrònica).

## Biografia

### Orígens
Els orígens del grup s'han de situar a l'escena musical alternativa de Liverpool, centrada en un local anomenat Eric's Club, per on hi havien passat gent que formarien alguns dels grups locals més importants de l'època, com els Teardrop Explodes o Echo and the Bunnymen. En aquell temps (1978), McCluskey i Humphreys formaven part d'un grup de vuit membres anomenat The Id, que s'havia guanyat una reputació i havia fins i tot participat en una recopilació de grups de la zona, anomenada Street to street. McCluskey tocava el baix i cantava, mentre Humphreys era el teclista del grup; van descobrir que tenien molts gustos musicals comuns, particularment Kraftwerk, Neu! i d'altres grups de l'escena krautrock, a més de bandes autòctones com Roxy Music. Per explorar aquestes afinitats musicals, Humphreys i McCluskey formaren un grup paral·lel, anomenat VCL XI, per crear material molt més experimental i electrònic. El nom del grup és un homenatge a Kraftwerk: a la contraportada del seu àlbum Radio-Activity hi apareix un diagrama de vàlvules, de la part posterior d'una ràdio, i s'hi pot llegir a la part inferior dreta VCL 11.
A la llarga, The Id van acabar separant-se; Humphreys i McCluskey van participar en diversos grups alternatius (McCluskey va ser cantant de Dalek I love you, i Humphreys formà part d'Equinox), però continuaven mantenint el seu projecte particular, VCL XI. Durant aquest període van compondre una cançó anomenada 'rchestral Manoeuvres in the Dark, i decidiren que els agradava més aquest nom per al grup. Així, el primer concert d'OMD com a tals va tenir lloc a l'Octubre de 1978, al ja comentat Eric's Club.

### Primera època: debut discogràfic i primers èxits
El primer material discogràfic d'OMD va ser el single Electricity, un dels seus temes més coneguts; fou editat al llegendari segell independent Factory Records, dirigit per Tony Wilson, que havia presenciat una actuació del grup i veié potencial a la seva música. També s'hi va interessar John Peel, que presentava un programa a Radio 1 (de la BBC), el John Peel Show, on nombrosos grups hi tocaven algunes cançons en directe. Peel posava el tema Electricity bastant sovint, i el 3 de setembre de 1979 OMD actuà al programa per presentar algunes de les cançons del que havia de ser el seu primer àlbum.
Aquest primer àlbum, anomenat simplement Orchestral Manoeuvres in the Dark, aparegué cinc mesos més tard, al febrer de 1980. Enregistrat a l'estudi del grup (anomenat The Gramophone Suite), fou publicat per DinDisc, un segell subsidiari de la discogràfica Virgin Records. Posteriorment, mentre OMD feien una petita gira com a teloners de Gary Numan, s'editaren dos nous senzills, Red frame /White light (amb un nom possiblement inspirat en el grup Velvet Underground), que arribà al lloc 70 de les llistes britàniques, i Messages. Per a aquest últim tema, DinDisc comptà amb una nova versió, co-produïda per Mike Howlett, que havia estat membre del grup de rock progressiu Gong i d'una banda, Strontium 90, que fou l'embrió de The Police. Aquesta versió, bastant diferent de la que apareixia al seu àlbum de debut, significà el seu primer èxit, ja que pujà al número 13.

### Consagració internacional
Després d'acabar la gira amb Numan, OMD tornaren als estudis per enregistrar el material del seu següent disc. Humphreys i McCluskey, que també eren admiradors del grup Joy Division (precursors de New Order), van rebre amb tristesa la notícia del suïcidi del seu líder, Ian Curtis, el 18 de maig de 1980. Per a alguns, el to trist i melancòlic que mostra el seu següent àlbum és conseqüència d'aquest fet.
Aquest segon disc, anomenat Organisation (una possible referència a Kraftwerk, car Ralf Hütter i Florian Schneider havien format part d'un grup amb aquest nom), aparegué a finals de 1980, precedit per un nou single, Enola Gay (compost per McCluskey), que esdevingué el seu primer èxit internacional: arribà al número 8 a la Gran Bretanya i coronà les llistes de nombrosos estats europeus, a més d'esdevenir un dels temes característics dels anys 80 i una de les peces més conegudes del grup. Musicalment l'àlbum mostra progressos, comparat amb el seu disc de debut: novament produït per OMD i Mike Howlett, Organisation és més percussiu, i l'ús d'una combinació de sintetitzadors polifònics (principalment el Prophet 5) i monofònics (com el Korg Micropreset) i atmosferes per crear paisatges sonors propers a la música industrial va donar-li personalitat pròpia. No se'n va extreure cap més senzill, tot i que es va enregistrar una nova versió del tema Motion and heart amb aquesta finalitat. En aquest àlbum, Malcolm Holmes (que ja havia participat com a percussionista al primer disc) passà a ser membre oficial del grup.
La carrera ascendent d'OMD no s'aturà aquí: com a preludi del seu tercer àlbum, OMD van publicar per abril de 1981 el tema Souvenir, compost per Humphreys i Cooper, i cantat per Humphreys. Co-produït una altra vegada per Mike Howlett, Souvenir, que usava abundosos efectes corals, va pujar ràpidament a les llistes i arribà al número 3 britànic, a més de coronar les llistes de Portugal, Itàlia i França. El disc Architecture & Morality, publicat a l'agost de 1981, va vendre 3 milions de còpies i, encara avui, és considerat com el millor disc de la seva carrera, i apareix a la llista del llibre 1001 albums you must hear before you die. L'àlbum incorpora com a novetat principal l'ús del Mellotron, sobretot per crear melodies amb els seus sons de cordes i de veus humanes. Dos senzills més se'n van extreure: Joan of Arc i Joan of Arc (Maid of Orleans); tots dos arribaren al Top 5 britànic i confirmaren el gran moment que estaven passant. En aquest àlbum el grup s'estabilitzà com a quartet, amb la incorporació definitiva de Martin Cooper, que ja havia participat tocant el saxòfon al tema Mystereality, inclòs al seu disc de debut.
Dos anys després OMD van publicar el seu quart treball, Dazzle Ships, que molts qualifiquen com el seu àlbum més experimental, tot i que la majoria de les seves cançons eren d'un estil semblant al dels discos anteriors (si bé amb un caràcter més minimalista). El grup utilitzà abundosament l'Emulator i una bona dosi d'efectes especials per crear collages sonors, com el tema que dona títol al disc. L'àlbum vingué precedit pel senzill Genetic Engineering (20); posteriorment aparegué el segon i últim senzill, Telegraph (42). Co-produït per Rhett Davies -que abans havia col·laborat amb músics com Brian Eno-, Dazzle Ships ocupà el lloc número 5 a les llistes britàniques, però ràpidament va anar baixant posicions. Abans de l'edició de Dazzle Ships, DinDisc va haver de tancar, amb la qual cosa OMD van subscriure un nou contracte amb la companyia propietària, Virgin. Tanmateix, per tal de donar una imatge d'independència, aquest disc i els posteriors foren publicats a nom d'una companyia independent artificial, anomenada Telegraph Records.
Veient els resultats de Dazzle Ships i dels seus singles, el grup decidí de donar un toc més comercial als seus pròxims àlbums, i el primer resultat d'aquesta nova orientació va ser Junk Culture (1984). El disc presenta com a novetat l'ús d'un dels samplers més potents i admirats de la història, el Fairlight CMI, i d'una famosa caixa de ritmes, la Linn LM-1. Els senzills extrets del disc els retornaren a la part alta de les llistes britàniques -Locomotion arribà al número 5, Talking loud and clear a l'11 i Tesla girls al 21- i donaren al grup confiança sobre el camí musical que havien de seguir. Però ara l'objectiu principal dels OMD era més ambiciós: aconseguir triomfar també als Estats Units.

### Intentant entrar al mercat nord-americà
El següent moviment discogràfic del grup va ser el disc Crush, aparegut l'any 1985 i precedit pel single So in love. La bona acollida del tema (arribà al número 27 de les llistes britàniques i al 26 de les nord-americanes) els donà arguments per continuar amb les seves intencions de conquerir les llistes americanes. Produït per Stephen Hague (de fet, va ser el seu primer àlbum com a productor), Crush donà dos senzills més, Secret (amb veu de Humphreys) i la balada La femme accident (números 34 i 42 a Gran Bretanya, respectivament). En aquest àlbum OMD compten amb la col·laboració dels germans Graham (trombó, guitarra elèctrica) i Neil Weir (trompeta).
L'any següent donà als OMD l'èxit que havien estat buscant als Estats Units. El tema If you leave, que aparegué a la banda sonora de la pel·lícula Pretty in Pink, arribà al número 4 de les llistes americanes i va ser també molt reeixit a la resta del món (menys, curiosament, al Regne Unit, on no passà del lloc 48è). Aquest èxit impulsà les vendes del nou àlbum, The Pacific Age, novament produït per Hague, que continua amb l'estil musical del disc anterior. Però aquest èxit als EUA no va reproduir-se a la Gran Bretanya, on les vendes van ser inferiors: si bé el single (Forever) live and die havia pujat fins al número 11, els senzills posteriors (We love you i Shame) no van entrar al Top 55 (tot i que We love you tingué molt d'èxit a Austràlia).
Posteriorment, ja el 1988, el grup edità un nou senzill, Dreaming, com a preludi del que seria el seu següent àlbum, la recopilació The Best of OMD, amb els singles que el grup havia editat fins a la data. El disc (que, invertint la tendència dels últims discos, va tenir molt bones vendes) incloïa una versió remesclada del tema Electricity i la versió expandida del senzill Messages.

### Una nova era a la història del grup
Les tensions acumulades per tots els anys amb la dinàmica d'enregistraments, gira i promoció van afectar l'estabilitat del grup i així, l'any 1989, OMD es van dividir en dos. D'una banda, Humphreys, Cooper i Holmes van formar un nou grup anomenat The Listening Pool; de l'altra, McCluskey continuà enregistrant sota el nom d'OMD, amb la col·laboració d'uns músics de Liverpool, Stuart Kershaw i Lloyd Massett. Els nous OMD van publicar el 1991 l'àlbum Sugar Tax (molt ben rebut per la crítica), on McCluskey afegia elements de la música dance del moment al so del grup, amb l'ús d'instruments com la workstation Korg M1. L'àlbum va produir dos senzills d'èxit, Sailing on the seven seas (número 3 a la Gran Bretanya) i Pandora's Box (It's a long, long way), dedicada a l'actriu Louise Brooks, i que arribà al número 7.
Dos anys després McCluskey va repetir la fórmula amb el disc Liberator, que també produí dos senzills d'èxit, Stand above me (21) i Dream of me (24). Aquest últim tema inclou un sample del tema Love's theme, de Barry White; tot i que al principi White no s'havia oposat al seu ús, posteriorment canvià d'opinió i intentà que el tros de la cançó fos retirat. El tema va rebre el nom complet de Dream of me (Based on Love's Theme). Per presentar el disc, OMD iniciaren una gira mundial durant 1993 i 1994.

### Dissolució i reaparició
L'any 1996, McCluskey va publicar un nou senzill, l'autobiogràfic Walking on the Milky Way (17), i l'últim àlbum d'OMD, Universal, amb un estil molt més acústic que el dels discos anteriors. Per a la seva preparació comptà amb la col·laboració de Karl Bartos (ex-membre de Kraftwerk, que posteriorment formà Elektric Music) i del mateix Humphreys. McCluskey considerà aquest àlbum com el punt final de la carrera d'OMD.
Posteriorment aparegué una nova recopilació, The OMD Singles (1998), juntament amb el mini-àlbum de remescles OMD: The Remixes EP, on hi participaren, entre d'altres, Sash! (que remesclà el tema Enola Gay) i Moby, que versionà Souvenir. Dos anys després Virgin va publicar l'àlbum Peel Sessions 1979-1983, amb tots els temes que OMD van enregistrar en directe al John Peel Show durant aquest període, i la recopilació de cares B Navigation: The OMD B-Sides (2001); després, Virgin reedità els tres primers àlbums del grup, amb cares B i material inèdit. A més, McCluskey col·laborà com a coautor dels temes del grup Atomic Kitten; Humphreys va fer diverses actuacions sota el nom de Paul Humphreys from OMD i posteriorment formà el grup Onetwo amb Claudia Brücken, ex-cantant de Propaganda.
L'1 de gener de 2006, McCluskey anuncià la seva intenció de reunir la formació clàssica del grup per tocar en directe els temes més coneguts de la seva discografia, amb plans inclosos per publicar un nou àlbum. Aquesta gira durà l'estiu del 2007, i passà per Barcelona el dia 14 de juliol, en una actuació emmarcada dins del festival Summercase. Al mes d'abril del 2008 aparegué un CD en directe i un DVD amb el concert de l'Apolo Hammersmith londinenc, amb el nom d'OMD Live: Architecture & Morality & More.
Poc abans, a principis de març del 2008, Virgin Records edità una versió remasteritzada de Dazzle Ships, amb cares B, versions alternatives i material inèdit, per commemorar el 25è aniversari del seu llançament original.
EL 7 d'octubre del 2008 aparegué una nova recopilació anomenada Messages - OMD Greatest Hits, amb els seus temes més coneguts en un CD i amb un DVD extra que conté 31 vídeos promocionals.
Durant l'any 2010 està prevista l'aparició d'un nou disc d'OMD, anomenat History of Modern.

## Discografia
- Orchestral Manoeuvres in the Dark (1980)
- Organisation (1980)
- Architecture & Morality (1981)
- Dazzle Ships (1983)
- Junk Culture (1984)
- Crush (1985)
- The Pacific Age (1986)
- The Best of OMD (1988)
- Sugar Tax (1991)
- Liberator (1993)
- Universal (1996)
- The OMD Singles (1998)
- Peel Sessions 1979-1983 (2000)
- Navigation: The OMD B-Sides (2001)
- OMD Live: Architecture & Morality & More (2008)
- Messages - OMD Greatest Hits (2008)
- History of Modern (2010)
- English Electric (2013)
- The Punishment of Luxury (2017)
- Bauhaus Staircase (2023)